# 第3回国会
第3回国会（だい3かいこっかい）とは、1948年（昭和23年）10月11日から同年11月30日まで51日間（当初の予定は30日間）の日程で開かれた日本の国会（臨時会）で、日本国憲法下における臨時会としては最初である。

## 今国会の動き
年は全て1948年。

### 召集前
- 7月5日 - 第2回国会が閉会[1]。

- 9月30日 - 国会召集の詔勅発出[2]。
- 10月7日 - 芦田内閣総辞職[3]。

### 会期中
- 10月11日 - 召集[1]。
- 10月19日 - 第2次吉田内閣成立[4]。
- 10月24日 - 11月7日 - 休会[4]。
- 11月9日 - 会期の11月30日までの延長が決定[5]
- 11月29日 - 昭和23年度予算の補正予算案が提出される[6]。
- 11月30日 - 衆参両院にて補正予算案の政府説明、予算案は翌12月1日開会の第4回国会に引き継ぎ[7]。改正国家公務員法成立[8]。閉会[1]。